# Один у лісі
Один у лісі (англ. Alone in the Woods) — американська комедія 1996 року.

## Сюжет
Джастіну Роджерсу — невтомному жартівнику, набридли моралізаторство батьків і шкідлива сестра. Його мрія залишитися самому втілилася в дійсність, коли він переплутав автомобілі і сів у машину до двох поганих хлопців. Так десятирічний хлопчик, розвинений не по роках, опинившись сам в лісі, пустився в пригоди, які запам'ятаються йому на все життя.

## У ролях
- Лорейн Ньюмен — Шеррі Роджерс
- Брейді Блум — Джастін Роджерс
- Стефен С. Бредбері — Стю Стюарт
- Деніел МакВікар — Денні Роджерс
- Сара Бібб — Кейт Роджерс
- Чік Веннера — Перрі
- Маттіас Хьюз — Курт
- Крісті Кларк — Челсі Стюарт
- Блейк Кларк — Сарж
- Віллі Гарсон — Лайл
- Памела Путч — Етель
- Джим Дуган — Трекер
- Джуліан Банетта — маленька Перрі
- Джин Бруссар — маленький Трекер
- Роберт Тілем — заступник
- Том Хейдел — водій лімузина